# Sat luen gap yeung
Sat luen gap yeung (失戀急讓S), noto anche con il titolo internazionale Temporary Family, è un film del 2014 diretto da Cheuk Wan-chi.

## Trama
Quattro persone, tutte con problemi sentimentali ed economici, decidono di organizzarsi per acquistare e successivamente rivendere un appartamento di lusso, guadagnandoci nella speculazione. Poco dopo l'acquisto, il governo di Hong Kong emana però una legge che di fatto impedisce la realizzazione del loro piano. Per tagliare le spese, i quattro sono così costretti a trasferirsi nel medesimo appartamento, ma quella che all'inizio è solo una sistemazione di convenienza, una vera e propria "famiglia temporanea", si trasforma con il passare del tempo in qualcosa di davvero reale.